# 도원경
도원경 (한국 한자: 桃源境, 본명: 김성혜, 1971년 2월 6일 ~ )은 대한민국의 가수이다. 대표곡은 〈성냥갑속 내 젊음아〉,〈다시 사랑한다면〉,〈난 인형이 아니에요〉이다. 경기도 성남시에 위치한 계원예술고등학교 출신이다.
1990년대에 한 초콜릿 CF에 〈성냥갑속 내 젊음아〉가 배경음악으로 삽입 되었으며, 2005년에 출시한 영화 《극장전》에 〈다시 사랑한다면〉이 OST로 사용되었다.

## 생애
- 1971년 2월 6일 서울시 중구 신당동
- 대한민국의 여자 가수.
- 1993년 6월 20일 '성냥갑 속 내 젊음아'로 데뷔한 이후, 2016년 10월 현재까지 6장의 정규앨범을 발표했다.
- 대표곡으로는 '성냥갑 속 내 젊음아', '다시 사랑한다면', '이 비가 그치면' 등이 있다.
- 2016년, SBS 불타는 청춘에 출연했고 4년 뒤인 2020년 9월 22일에 방영된 272화 강원도 영월편에서 재출연 했다.
- 2016년 5월 24일에는 투유 프로젝트 - 슈가맨에서 재석팀 슈가맨으로 출연해 오랜만에 무대를 가졌는데, 완전 무대를 뒤집어 놓았다.
- 특히 '성냥갑 속 내 젊음아'를 부를 때 한 * * 기타 부수는 퍼포먼스가 압권. 참고로 말하자면 전성기 시절에는 기타 부수기는 애교였다고 한다.
- 콘서트를 본 사람들은 도원경이 드럼을 뽑아 내동댕이치듯 던지거나 박살내는 광기를 선보이는 충격적인 퍼포먼스에 열광했었다고.
- 근데 슈가송은 의외로 발라드곡인 '다시 사랑한다면'이다.

## 학력
- 서울무학초등학교 (졸업)
- 서울무학중학교 (졸업)
- 계원예술고등학교 음악과 (졸업)

## 앨범

### 정규
- 1집 《성냥갑속 내 젊음아》 - 성냥갑속 내 젊음아(1993년)
- 2집 《유리창에 기대어》 - 유리창에 기대어, 왜 니가(1994년)
- 3집 《동심》 - 난 인형이 아니예요, 왜때려요 엄마(1997년)
- 4집 《도원경밴드》 - 다시 사랑한다면(2001년)
- 5집 《If This Rain That Drop in My Spirit Stop》 - 이 비가 그치면, 어느 마음 추운날(2003년)
- 6집 《Part 1 - Rock Your Body》 - Rock your body,  Like That(2009년)

### 싱글
- 《돌아와요》(2008년)
- 《EP Mini album (6집 Part II)》(2009년)

### 드라마
- MBC 베스트극장 도시의 불빛아래 - 3류 CF 모델 유경 역(1994년)
- 2020년 JTBC 월화드라마 18 어게인 - 도원경 역(10회 특별출연)

### 뮤지컬
- 2012년 [국립중앙박물관 극장 용] 《마리아 마리아》- 마리아 역
- 2015년 [이화여고 100주년 기념관] 《꽃순이를 아시나요》- 순이 역

### 예능
- 2016년, 2020년 SBS 《불타는 청춘》
- 2016년 JTBC《투유 프로젝트 슈가맨》 32회

### CF
- 크라운제과 쵸코와키(1993년)